# تسوگیو یامازاکی
تسوگیو یامازاکی (انگلیسی: Tsugio Yamazaki؛ زادهٔ ۲۴ سپتامبر ۱۹۲۹ - درگذشته نامشخص) کشتی‌گیر اهل ژاپن بود.